# 崇陽県
崇陽県（すうよう-けん）は中華人民共和国湖北省咸寧市に位置する県。

## 行政区画
- 鎮:天城鎮、沙坪鎮、石城鎮、桂花泉鎮、白霓鎮、路口鎮、金塘鎮、青山鎮
- 郷:肖嶺郷、銅鐘郷、港口郷、高梘郷